# Jamil Ahmad
Jamil Ahmad, född 1 juni 1933 i Punjab, död 12 juli 2014 i Islamabad, var en pakistansk statstjänsteman och författare som skrev på engelska.